# Osyp Nazaruk

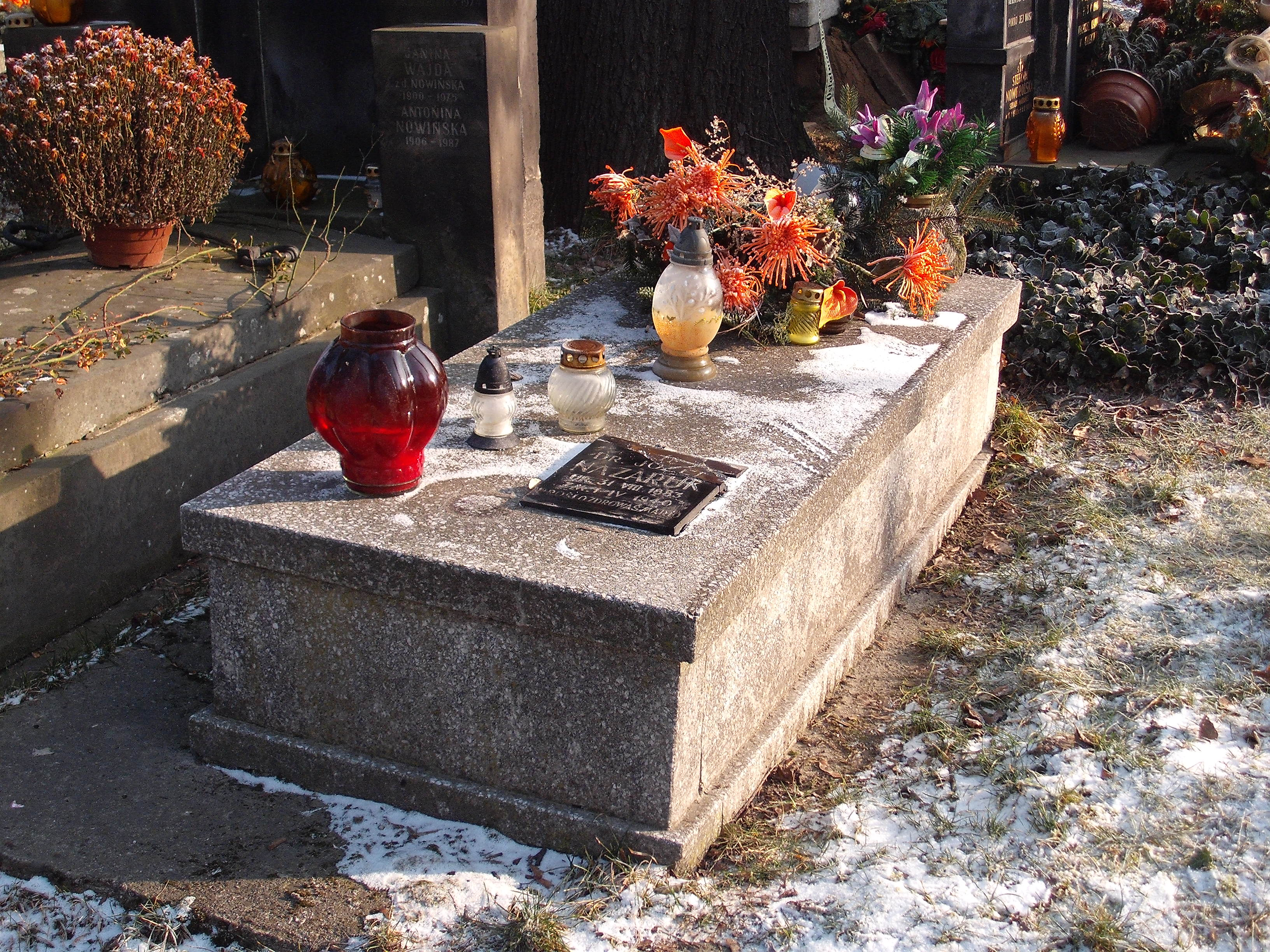
Grób na cmentarzu Rakowickim

Osyp Nazaruk ukr. Осип Назарук (ur. 31 sierpnia 1883 w Buczaczu, zm. 31 marca 1940 w Krakowie) – ukraiński działacz społeczny i polityczny, doktor praw, znany adwokat, pisarz, dziennikarz i publicysta.

## Życiorys

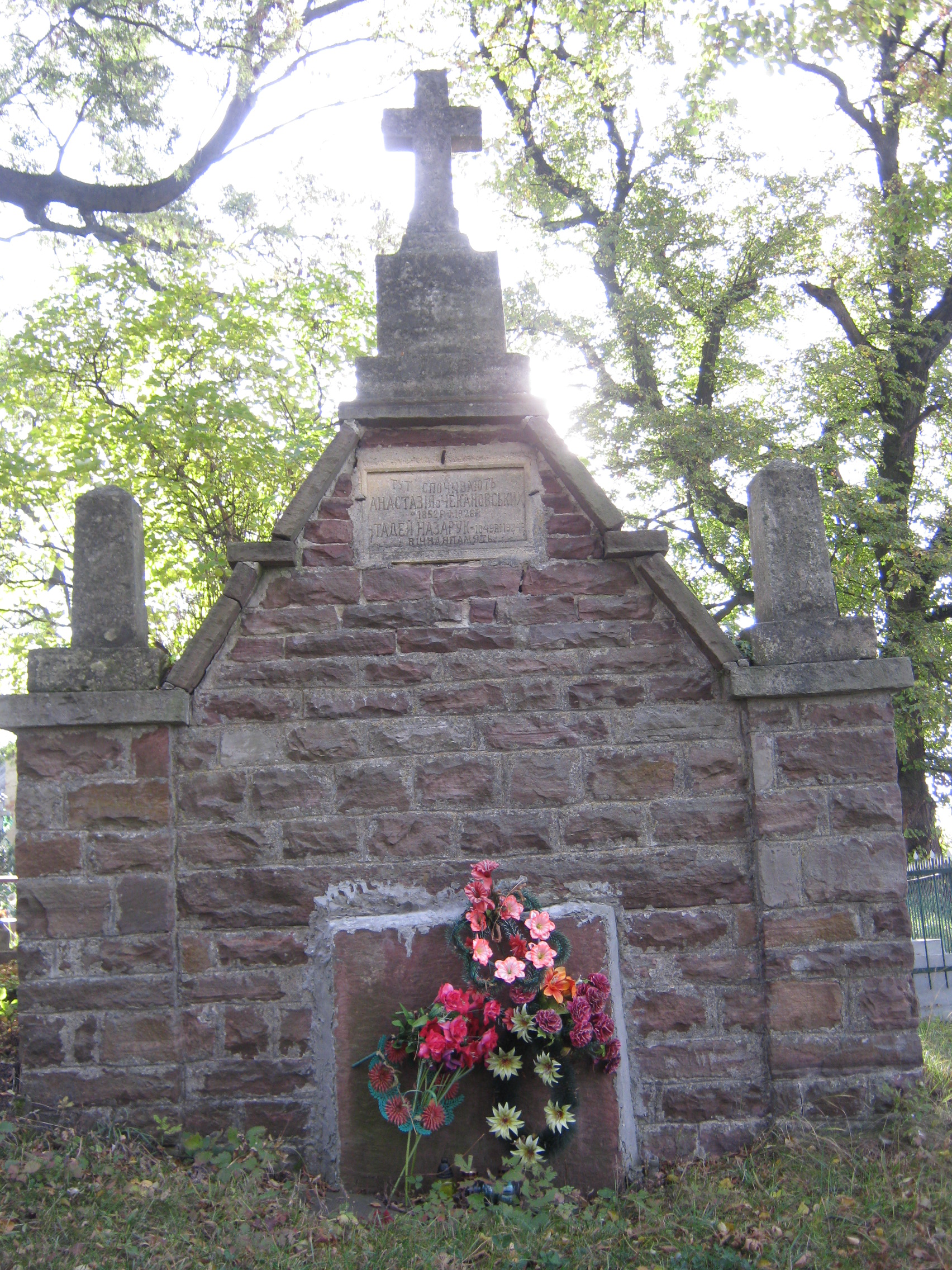
Grobowiec rodziców O. Nazaruka

Urodził się w rodzinie rzemieślniczej: ojciec Tadej był kuśnierzem.
Osyp studiował prawo na Wydziale Prawa Uniwersytetu Lwowskiego i Uniwersytecie Wiedeńskim zdając trzy egzaminy państwowe i w 1912 doktorat praw na Uniwersytecie Wiedeńskim. Aplikację adwokacką odbył w kancelarii Jewhena Petruszewycza w Skolem.
W latach 1905–1919 był członkiem zarządu Ukraińskiej Partii Radykalnej.
25 lutego 1909 «prowodyr ruskich radykałów» Osyp Nazaruk, oskarzony o przekroczenia § 305 Ustawy karnej i § 5 Ustawy wyborczej (m.in. za pochwalenie czynu Siczynskiego i grożenie pogromem) został skazany na 10 dni aresztu z zamianą na 160 koron grzywny (bronił go adwokat dr Mosler z Monasterzysk)..
Po wybuchu I wojny światowej 6 sierpnia 1914 wstąpił ochotniczo do Legionu Ukraińskich Strzelców Siczowych. Od maja 1915 korespondent pism Związku Wyzwolenia Ukrainy. Od kwietnia 1916 podchorąży w 1 pułku USS.
Od października 1918 był członkiem Ukraińskiej Rady Narodowej ZURL. Przebywał na Ukrainie naddnieprzańskiej, był szefem Biura Prasy i Propagandy (na prawach ministerstwa) w rządach Wołodymyra Czechowskiego i Serhija Ostapenki (grudzień 1918-kwiecień 1919). Od lutego do maja 1919 współredagował w Stanisławowie gazetę 6 czerwca 1919 objął kierownictwo Biura Prasowego przy Naczelnym Dowództwie Ukraińskiej Armii Halickiej. W połowie listopada 1919 wraz z rządem Zachodnioukraińskiej Republiki Ludowej udał się na emigrację do Wiednia. W sierpniu 1922 wyjechał do Kanady jako przedstawiciel rządu ZURL, po jego rozwiązaniu 15 marca 1923 przeniósł się do USA. Pracował jako publicysta prasy ukraińskiej. Pod wpływem korespondencji z Wiaczesławem Łypynskym stał się monarchistą, zwolennikiem hetmańców. W końcu lipca 1927 powrócił do Europy i do Lwowa. Współpracował z Ukraińską Organizacja Chrześcijańską, był również członkiem Komitetu Kontaktowego, jako przedstawiciel greckokatolickiego biskupa stanisławowskiego Hryhorija Chomyszyna. Od 1928 prowadził praktykę adwokacką we Lwowie, od 1938 własną kancelarię.
Po agresji ZSRR na Polskę i okupacji Lwowa przez Armię Czerwoną, 2 października 1939 przeniósł się do niemieckiej strefy okupacyjnej – do Warszawy, a w początkach 1940 do Krakowa, gdzie zmarł (na atak serca podczas obiadu w swego przyjaciela Trochymenki).
Pochowany na cmentarzu Rakowickim, kwatera XXXIV, rząd zachodni, miejsce 25.